# عین یاقوت
عین یاقوت (به عربی: عین یاقوت) یک شهرداری در الجزایر است که در استان باتنه واقع شده‌است.